# Wang Šeng-ťün
Wang Šeng-ťün (čínsky pchin-jinem Wáng Shèngjùn, znaky zjednodušené 王胜俊; * 15. října 1946) byl čínský komunistický politik, předseda Nejvyššího lidového soudu (2008–2013), později místopředseda stálého výboru Všečínského shromáždění lidových zástupců (2013–2018), předtím vedl kanceláře politické a právní komise ústředního výboru Komunistické strany Číny jako zástupce generálního tajemníka (1993–1998) a generální tajemník (1998–2008) komise. V letech 1997–2002 byl členem ústřední komise pro kontrolu disciplíny KS Číny a pak do roku 2017 členem ústředního výboru KS Číny. Vystudoval historii, od počátku 70. let do roku 1993 působil ve stranických funkcích v provincii An-chuej počínaje okresní úrovní a konče vedením politické a právní komise anchuejského provinčního výboru KS Číny.

## Život
Wang Šeng-ťün se narodil 15. října 1946 v Su-čou na severu provincie An-chuej. V letech 1964-1968 studoval na katedře historie Vysoké školy pedagogické v Che-feji. Byl přidělen jako dělník na farmu v prefektuře Lu-an na východě An-chueje. Roku 1972 vstoupil do Komunistické strany Číny. Pak působil jako tajemník okresního revolučního výboru, zástupce ředitele kanceláře okresního výboru KS Číny, zástupce tajemníka okresního výboru KS Číny v Su-ťia-pu a funkcionář, později vedoucí sekce, odboru propagandy, zástupce tajemníka výboru KS Číny prefektury Lu-an,. Roku 1984 přešel na pozici výkonného zástupce vedoucího skupiny pro reformu ekonomického systému provincie An-chuej, následující rok převzal funkci tajemníka politické a právní komise anchuejského provinčního výboru KS Číny a od roku 1988 současně vedl provinční úřad veřejné bezpečnosti.
Roku 1993 byl přeložen do Pekingu na místo zástupce generálního tajemníka ústřední politické a právní komise KS Číny. Na XV. sjezdu KS Číny v září 1997 byl zvolen členem ústřední komise pro kontrolu disciplíny a roku 1998 povýšil na generálního tajemníka politické a právní komise, kterým zůstal deset let. Na XVI. sjezdu KS Číny v listopadu 2002 byl zvolen členem ústředního výboru (znovuzvolen 2007 a 2012, členem do 2017). V březnu 2008 byl zvolen předsedou Nejvyššího lidového soudu. Ve funkci zůstal jedno funkční období, když ho v březnu 2013 nahradil Čou Čchiang. Wang Šeng-ťün byl náhradou zvolen místopředsedou stálého výboru Všečínského shromáždění lidových zástupců (parlamentu). Ve vedení parlamentu setrval jedno funkční období, do března 2018, kdy v 71 letech odešel do důchodu.